# ベイジル・ヒートリー
ベイジル・ヒートリー（英: Benjamin Basil Heatley、1933年12月25日 - 2019年8月3日）は、イギリスの元陸上競技選手（長距離）である。ウォリックシャーのケニルワース出身。
1964年6月13日のポリテクニックマラソンで、レオナルド・エデレンが前年の同大会で記録した2時間14分28秒を32秒更新する2時間13分56秒の世界最高記録を樹立した。
世界記録保持者として参加した同年10月の東京オリンピックでは、記録をアベベ・ビキラに破られたが、ゴールの(旧)国立競技場内で2位を走っていた日本の円谷幸吉を抜き去り、銀メダルを獲得したシーンは有名である。オリンピックの男子マラソンで、世界記録保持者として出場した選手がメダルを獲得したのは孫基禎以来であり、その後2012年のロンドンオリンピックでウィルソン・キプサング・キプロティチが銅メダルを獲得するまで例がなかった。
2014年10月9日に福島県須賀川市を訪れ、幸吉の兄・喜久造と対面している。

## マラソン成績
- 自己最高記録…2時間13分56秒（1964年6月13日）

| 年月       | 大会名                 | タイム         | 順位 | 備考         |
| ---------- | ---------------------- | -------------- | ---- | ------------ |
| 1956年6月  | ミッドランド選手権     | 2時間36分55秒2 | 優勝 |              |
| 1957年5月  | ミッドランド選手権     | 2時間32分01秒  | 優勝 |              |
| 1963年8月  | イギリス選手権         | 2時間19分56秒  | 2位  |              |
| 1963年10月 | コシチェマラソン       | 2時間20分22秒4 | 4位  |              |
| 1964年6月  | ポリテクニックマラソン | 2時間13分56秒  | 優勝 | 世界最高記録 |
| 1964年10月 | 東京オリンピック       | 2時間16分19秒2 | 2位  |              |